# یواس‌اس لیوبا (ای‌اف-۳۶)
یواس‌اس لیوبا (ای‌اف-۳۶) (به انگلیسی: USS Lioba (AF-36)) یک کشتی بود که طول آن ۳۳۸ فوت (۱۰۳ متر) بود. این کشتی در سال ۱۹۴۴ ساخته شد.